# Trojeglava
Trojeglava – wieś w Chorwacji, w żupanii bielowarsko-bilogorskiej, w gminie Dežanovac. W 2011 roku liczyła 254 mieszkańców.